# Borajet
BoraJet — колишня приватна турецька регіональна авіакомпанія зі штаб-квартирою в Стамбулі. Припинила діяльність 24 квітня 2017

## Історія
Авіакомпанія була заснована в 2008 році.
Сертифікат експлуатанта був отриманий 22 квітня 2010 року, а 7 травня 2010 року був виконаний перший рейс за маршрутом Стамбул—Токат

## Діяльність

### Маршрутна мережа
Авіакомпанія виконує (компанія призупинила діяльність 24 квітня 2017 року) рейси з трьох великих вузлових міст (Стамбул, Анкара, Адана) в інші міста Туреччини. Також є рейс зі Стамбула на грецький острів Міконос.

### Партнерські угоди
У авіакомпанії є угода з AnadoluJet, згідно з яким деякі рейси виконуються за принципом код-шерінгу.
У 2011 році 2 літака BoraJet були передані в мокрий лізинг AnadoluJet і отримали ліврею з логотипами обох компаній.

## Флот

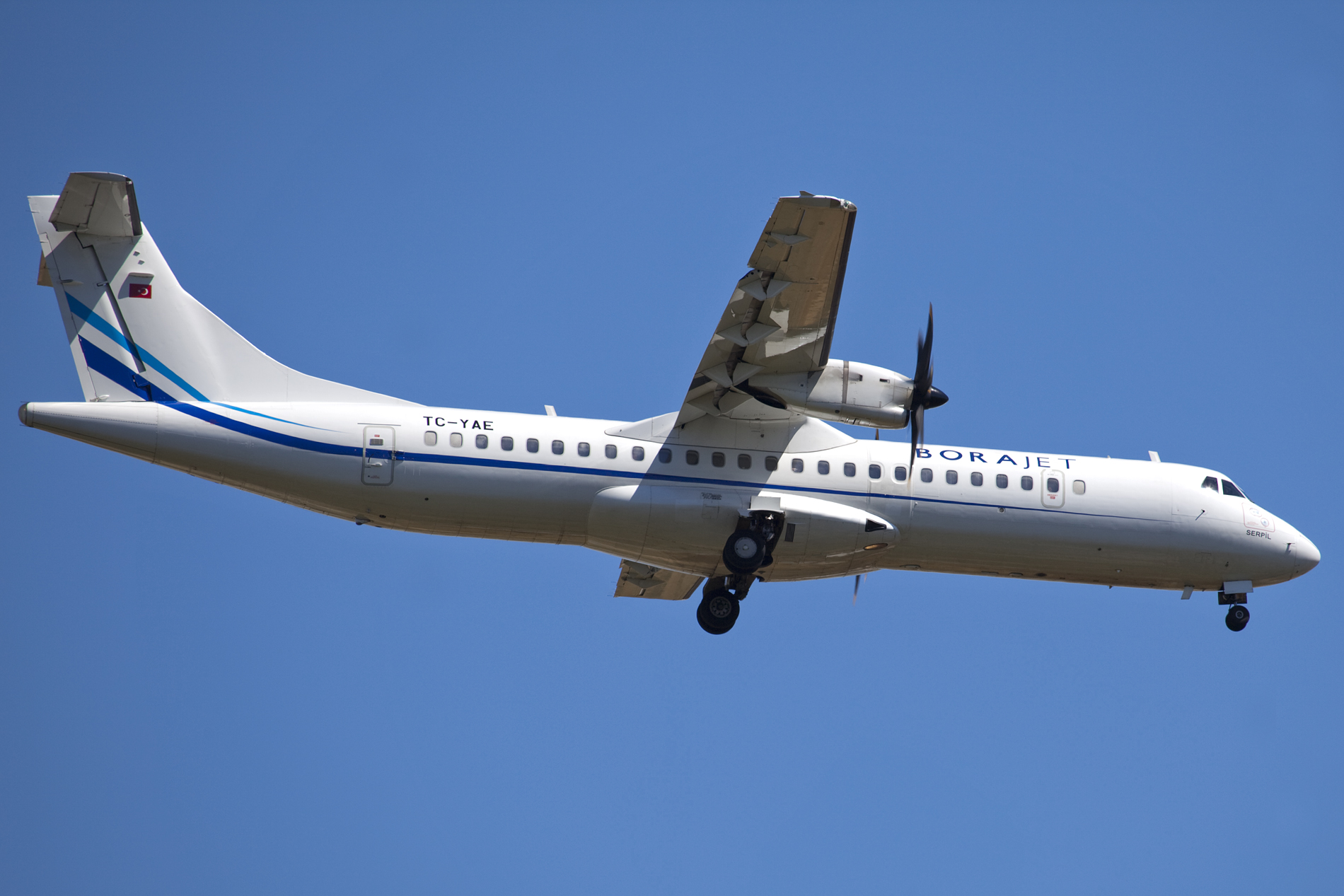
ATR 72 Borajet

Авіакомпанія використовує літаки фірми Embraer.
| Літак       | В експлуатації | Замовлено | Пасажири | Примітки |
| Embraer 190 | 7              | —         | 100      |          |
| ----------- | -------------- | --------- | -------- | -------- |
| Embraer 195 | 6              | —         | 118      |          |

На липень 2013 середній вік авіапарку становить 9,4 років.

## Borajet Business Jet
Крім регулярних регіональних рейсів авіакомпанія також вийшла на ринок бізнес-авіації.
У авіакомпанії є єдиний Bombardier Global Express XRS (реєстраційний номер TC-YAA), який використовується для приватних перевезень.